# Wektor wahadłowy
Wektor wahadłowy, wektor bifunkcjonalny, wektor czółenkowy – wektor genetyczny mogący utrzymać się i replikować w dwóch typach komórek, przy czym z reguły bierze się pod uwagę możność przeniesienia wektora z komórki prokariotycznej do eukariotycznej lub odwrotnie. Przykładem jest plazmid pTEX, który namnaża się zarówno w komórkach bakteryjnych, jak i u pierwotniaków z rodzajów Trypanosoma i Leishmania.
Określenie „wektor bifunkcjonalny” stosuje się także do wektorów powielających się w różnych bakteriach – na przykład plazmid pBI utrzymuje się zarówno w bakteriach Escherichia coli, jak i Agrobacterium tumefaciens. Warunkiem przetrwania i powielania wektora w różnego typu komórkach gospodarzach jest występowanie w tym wektorze dwóch miejsc rozpoczęcia replikacji (ori), żeby polimerazy DNA obu rodzajów komórek gospodarzowych mogły odnaleźć swoje preferowane sekwencje.